# Bert Koenders

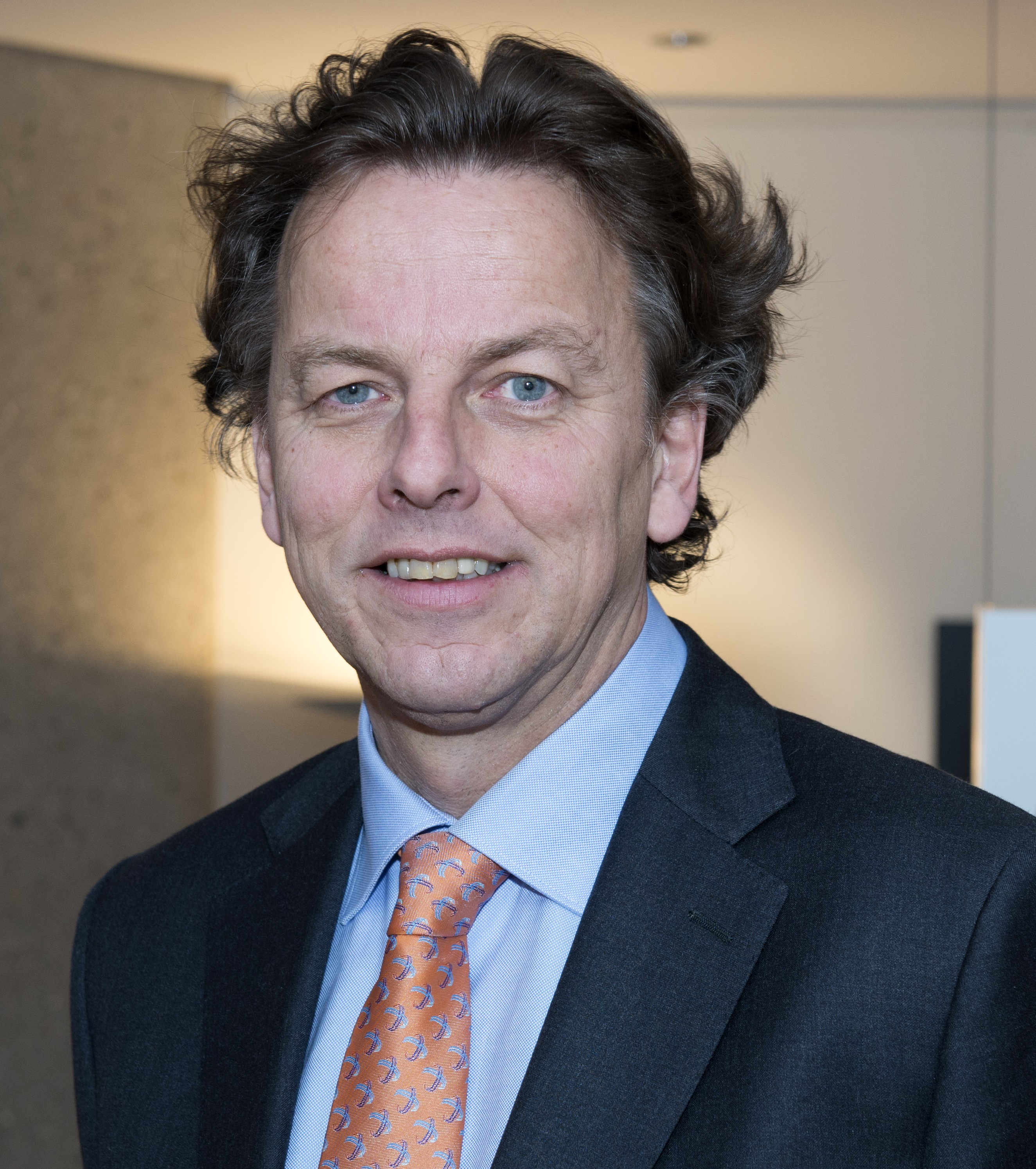
Bert Koenders (2014)

Albert Gerard (Bert) Koenders (* 28. Mai 1958 in Arnhem) ist ein niederländischer Politiker der PvdA. Vom 17. Oktober 2014 bis zum 26. Oktober 2017 war er Außenminister der Niederlande im Kabinett Rutte II.

## Studium
Bert Koenders studierte bis 1983 Politik- und Sozialwissenschaften (internationale Beziehungen und Wirtschaft) an der Freien Universität Amsterdam und der Universität von Amsterdam, das er an der Johns Hopkins University (School of Advanced International Studies) zu Bologna und Washington mit dem Master of Arts abschloss.

## Laufbahn

### Zweite Kammer
Nach seinem Studium war Koenders Mitarbeiter der PvdA-Fraktion in der Zweiten Kammer, europäischer Direktor der Parliamentarians for Global Action, politischer Berater der Vereinten Nationen im südlichen Afrika sowie Mitarbeiter der Europäischen Kommission. 1997 kam er wieder als Nachfolger des verunglückten Maarten van Traa in die Zweite Kammer. Dort betätigte er sich als Sprecher für auswärtige Beziehungen und beschäftigte sich mit internationaler Finanz- und Handelspolitik, u. a. bei Debatten über Militärmissionen im Irak und in Afghanistan. Des Weiteren war er Mitglied der Enquete-Kommission Srebrenica und von 2006 bis 2007 Präsident der Parlamentarischen Versammlung der NATO. Mehrmals forderte er nachdrücklich eine parlamentarische Untersuchung der niederländischen Beteiligung an der international sehr umstrittenen Invasion des Irak. 2007 verließ er die Kammer, um Minister für Entwicklungszusammenarbeit zu werden.

### Minister für Entwicklungszusammenarbeit
Im Februar 2007 wurde Koenders Minister im vierten Kabinett Balkenende. Im selben Jahr kam er in die Kritik wegen der Vergabe eines Auftrages an das von seinen Parteikollegen Lennart Booij und Erik van Bruggen geleitete Organisationsbüro BKB. Die beiden hatten sich zuvor um den Parteivorsitz bemüht und waren 2006 im Wahlkampf ihrer Partei für die Wahlen zur Zweiten Kammer aktiv gewesen. BKB durfte für ca. 750.000 € die Veranstaltung zum Akkoord van Schokland organisieren. Der Auftrag erfolgte ohne öffentliche Anhörung, die bei Regierungsaufträgen über 137.000 € vorgeschrieben ist.

### Vereinte Nationen
Im August 2011 wurde Koenders Sondervertreter Ban Ki-Moons, Generalsekretär der Vereinten Nationen, in der Elfenbeinküste. Am 17. Mai 2013 wurde er von Ban zum Vorsitzenden der UN-Friedensmacht in Mali (MINUSMA) benannt, die in diesem Jahr auf die aufgrund des Bürgerkriegs in Mali stationierten internationalen Truppen folgte.

### Außenminister
Am 14. Oktober 2014 wurde bekannt gegeben, dass Koenders der beabsichtigte Nachfolger von Frans Timmermans als Außenminister im Kabinett Rutte II sei. Timmermans hatte das Kabinett aufgrund seiner Berufung zum Stellvertreter Jean-Claude Junckers verlassen. Am 17. Oktober 2014 wurde Koenders durch König Willem-Alexander vereidigt.